# Joseph von Hammer-Purgstall

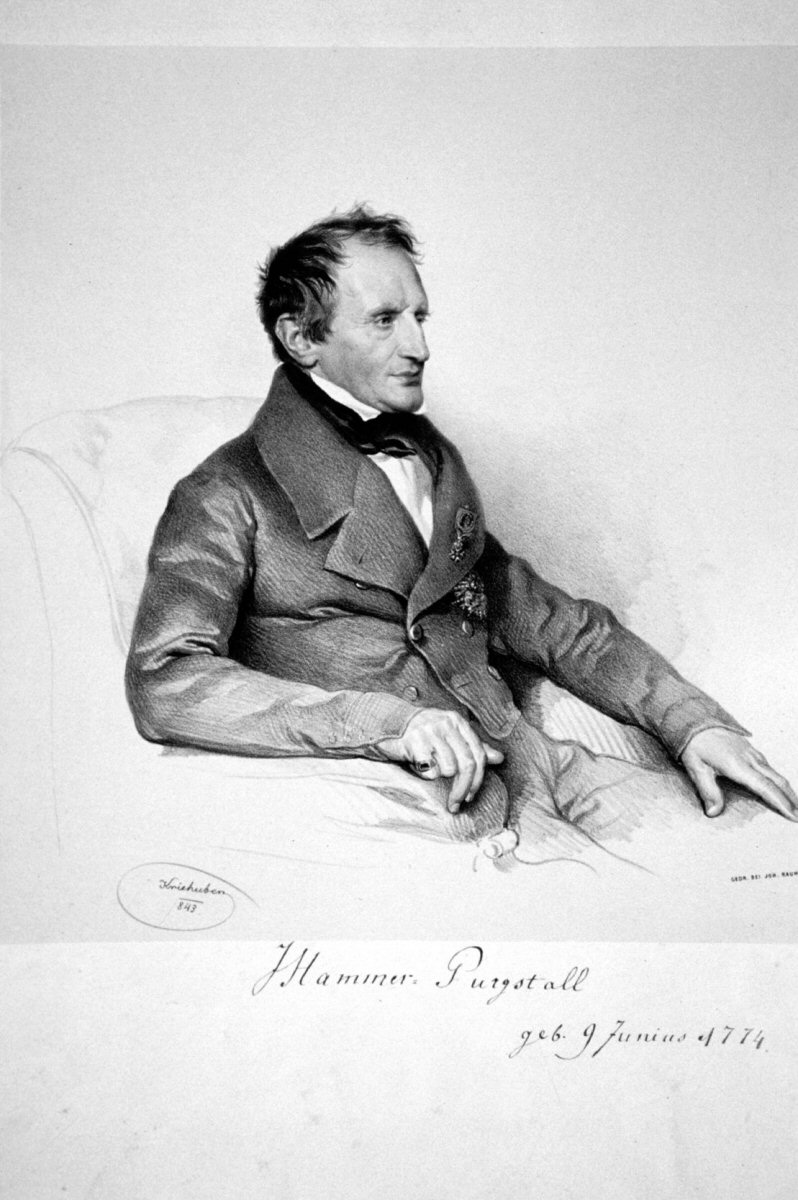
Joseph von Hammer-Purgstall, Lithographie von Josef Kriehuber 1843

Joseph von Hammer, ab 1835 Freiherr Joseph von Hammer-Purgstall (* 9. Juni 1774 in Graz, Steiermark; † 23. November 1856 in Wien), war ein österreichischer Diplomat und Orientalist. Er wurde als Übersetzer orientalischer Literatur bekannt und gilt als der Begründer der wissenschaftlichen Osmanistik und als österreichischer Pionier der Orientalistik.

## Biografie

### Leben
Joseph Hammer jr. war der Sohn des 1791 geadelten österreichischen Gubernialrates Joseph Hammer (1738–1818). Bis zum 14. Lebensjahr besuchte er die unteren Klassen des Gymnasiums in Graz; 1787 brachte ihn sein Vater nach Wien, wo er die Präparandenausbildung am Barbarastift für die Aufnahme in die Orientalische Akademie absolvierte, in die er 1789 aufgenommen wurde. Hammer absolvierte diese Ausbildung mit bestem Erfolg, wobei er noch als „Eleve“ und „Sprachzögling“ zu Hilfsdiensten beigezogen wurde und unter anderem noch den greisen Staatskanzler Kaunitz erlebte.
Nach Abschluss der Ausbildung 1794 blieb Hammer, da kein Ausbildungsplatz in Konstantinopel frei war, weiterhin in Wien an der Akademie, arbeitete an Handschriften in der Hofbibliothek und lernte in dem damals an der Staatskanzlei in Wien tätigen Schweizer Historiker Johannes von Müller einen wichtigen Mentor und Förderer kennen.
1799 ging Hammer, seine Vorgesetzten übergehend, zu Außenminister Thugut und bat erfolgreich um die Entsendung in den Orient, nach Persien. Im Sommer 1799 traf er als „Sprachknabe“ bei der Internuntiatur (österreichische Botschaft) in Konstantinopel ein, durfte bald die Dolmetschertracht tragen, intensivierte seine Beherrschung des Türkischen und des Arabischen und wurde im Zusammenhang mit der Ägyptenexpedition Napoleons im Februar 1800 zur Visitierung der österreichischen Konsulate in die Levante geschickt. Dabei geriet er mit Hilfe des Kommandeurs der britische Sperrflotte nach Ägypten. In diesem Zusammenhang diente er schließlich diesem, William Sidney Smith, in der Royal Navy, nach der britischen Landung auch dem Oberkommandierenden in Ägypten als „österreichischer Reisender“ privat als Dolmetscher und Sekretär. Er lernte im Gefolge des Feldzuges Unterägypten bis auf die Höhe von Sakkara kennen. Von dieser Unternehmung berichtete er laufend eingehend über die Internuntiatur nach Wien, erwarb Handschriften und kleine „Altertümer“, die sich heute wie auch jene, die Hammer später von bzw. über Claudius Rich aus Mesopotamien erhalten hatte, im Kunsthistorischen Museum in Wien oder im Joanneum in Graz und auch in Kopenhagen befinden. Im Herbst 1801 ging er mit Genehmigung des Internuntius mit William Sidney Smith nach England, besuchte dort auch Oxford und Cambridge und kehrte über Cuxhaven und Dresden Anfang April 1802 nach Wien zurück.
Auf Grund seiner in der ersten Mission erwiesenen Befähigung wurde Hammer im Sommer 1802 zum Legationssekretär an der Internuntiatur ernannt, wo er an Siret Antar, Hadschi Chalfa (mit der er sich bereits in Wien befasst hatte), Tausendundeine Nacht und Baki arbeitete, sodass 1804 seine Enzyklopädische Übersicht der Wissenschaften des Orients nach Hadschi Chalfa und anderen Autoren erschien. Nicht zuletzt auf Grund der Spannungen mit dem Internuntius Stürmer wurde Hammer im Frühjahr 1806 zum Konsular-Agenten, d. h. zum österreichischen Geschäftsträger, im osmanischen Donaufürstentum Moldau ernannt und ging infolgedessen nach Jassy/Iaşi. Dies geschah in der Anfangsphase des russisch-türkischen Krieges, in der im November 1806 russische Truppen in der Moldau und dann in der Walachei einmarschierten, was den österreichischen Konsularagenten zu einem unliebsamen Störfaktor machte und Hammer diversen Verleumdungen aussetzte, gegen die er sich energisch zur Wehr setzte, was zu seiner Abberufung nach Wien im Frühsommer 1807 führte. Er blieb im Dienstverhältnis eines Konsular-Agenten bis 1811. In dieser Zeit ging er auf eigene Initiative 1809 nach Paris, um von den Franzosen aus Wien entführte Handschriften zurückzuholen, was ihm mit Hilfe seines Brieffreundes, des französischen Arabisten Silvestre de Sacy, gelang, wobei er zur Zeit der Hochzeit Napoleons mit Erzherzogin Marie Louise in Paris war.
1811 wurde er zum Hofdolmetscher der orientalischen Sprachen und Rat in der Staatskanzlei ernannt, 1817 zum Hofrat. In seinen Dienstverhältnissen wurde er ab 1807 kaum beansprucht und so bezeichnete er selbst seinen Dienst als Sinekure (er hatte sich alle zwei Wochen um die türkische Post zu kümmern und Gesandte aus dem Orient zu betreuen, was ihn nur wenig beanspruchte); Metternich, seit 1809 sein Chef, erklärte ihm offen, dass er ihn nie als Diplomat einsetzen würde, weil Hammer dazu zu offen, zu wissend, zu direkt und deshalb unbrauchbar sei. Dies war ein wesentlicher Faktor in Hammers Existenz, der ihn mit Bestimmtheit fordern ließ, dass wissenschaftliche Verdienste nicht minder als politische Dienstleistungen zu würdigen seien (der Zeit entsprechend in Gestalt von Auszeichnungen). So war das Verhältnis zwischen Hammer und dem praktisch gleichaltrigen Fürsten Metternich zeitweilig schwierig, letztlich aber von gegenseitigem Respekt getragen, wobei Metternich, nicht zuletzt auf Grund seiner Spannungen mit und letztlich seiner Einschränkung durch Kolowrat, wie auch seiner persönlichen Verfassung selbst in schwierige Situationen geriet, was 1839 zur Entlassung Hammers als Hofdolmetscher, nicht aber (auf Metternichs Veranlassung) als Hofrat (nun „in besonderer Verwendung“) führte.
Hammer war ein ausgezeichneter Organisator. Er beherrschte neben Altgriechisch und Latein auch Französisch, Englisch, Italienisch, Neugriechisch, an orientalischen Sprachen Arabisch, Türkisch (diese beiden auch in der Umgangssprache) und Persisch in Wort und Schrift und las Spanisch. Seine Interessen beschränkten sich nicht auf „Orientalistisches“ im engeren Sinne, sondern bezogen sich auch auf Geographie, Ethnologie und naturwissenschaftlich-technische Aspekte. In seinen frühen Jahren pflegte er seine poetischen Neigungen, die dann unter dem Druck von Johannes von Müller zugunsten der Historie in den Hintergrund traten, wenngleich ihm die Poesie im Sinne Herders als eine der wesentlichsten Quellen zur Erfassung einer Kultur unentbehrlich blieb. Sein Ziel in der Befassung mit dem Orient war die Erfassung des Gesamten orientalischer Kultur(en), wobei das „orientalische Kleeblatt“ (Arabisch, Persisch, Türkisch) im Vordergrund stand; sehr treffend brachte Friedrich Rückert, der bei Hammer Persisch lernte, das Wesentliche auf den Punkt, wenn er 1823 an Hammer schrieb: „[…] der eigentliche philologische Kleinigkeitskram ist meine Sache, da Ihre Richtung mehr das höhere Wissenschaftliche ist.“ Damit war mehr treffend ausgesagt, als auf den ersten Blick erkennbar sein mag: Hammer entstammte der Kultur der späten aufgeklärten Polyhistoriker des 18. Jahrhunderts, löste die Befassung mit dem Orient aus der theologisch bestimmten bibelzentrierten Sichtweise und führte sie in eine moderne, freiere Betrachtung über. Dabei kam ihm aber sehr bald die ihrer Hochblüte entgegenstrebende alles dominierende Klassische Philologie in die Quere, die den orientalischen Bereich sehr schnell „überwältigte“ und in primär sprachorientierte Disziplinen umformte, was Hammers Sache nicht war – er wäre allenfalls der Boeckhschen Sachphilologie zuzuordnen gewesen. So wurde er von aufstrebenden jungen Philologen der Hermannschen wortphilologischen Schule, wie etwa Heinrich Leberecht Fleischer, nicht ungerechtfertigt, aber auch auf unzulänglicher Basis und in unterschiedlicher Auffassung den Charakter von Übersetzung betreffend, scharf kritisiert (Fleischer hat allerdings sehr bald die umfassend universale Tätigkeit Hammers akzeptiert und gewürdigt).

### Wissenschaftliches Wirken
Hammers Leistung besteht im Wesentlichen in der Entdeckung und Zugänglichmachung einer Fülle von Handschriften und damit von bis dahin unbekannten oder nur in Fragmenten bekannten Texten, und von Material aller Arten, womit er das Spektrum erweiterte und auch die Vergleichsmöglichkeiten ausweitete. Vielfach hat er dabei, wie das Fuat Sezgin treffend erkannt hat, dem zu seiner Zeit Möglichen weit vorgegriffen. Weiters hat er es unternommen, auf dieser ausgeweiteten Quellenbasis umfassende allgemeinhistorische und literarhistorische Gesamtdarstellungen im Bereich des orientalischen Kleeblatts (aber auch darüber hinaus) zu liefern, Werke die heute noch in Gebrauch stehen und wertvolle Behelfe sind wie z. B. seine zweibändige Staats- und Verfassungsgeschichte des Osmanischen Reiches und seine nachfolgende zehnbändige Geschichte des osmanischen Reiches.
Im literarhistorischen Feld stehen seine zahlreichen Ausgaben wie die des Diwans des Hafis und seine umfassenden ersten Darstellungen der persischen, türkischen und der arabischen Literaturgeschichte. Dabei schloss Hammer unter Literatur seit seiner Begegnung mit Hadschi Chalfa mehr und mehr auch die wissenschaftliche Literatur ein. Seine Auseinandersetzung mit dessen Enzyklopädie hat ihn sein Leben lang beschäftigt und sollte ihn noch in seiner auf zwölf Bände konzipierten Literaturgeschichte der Araber (wovon der sechste Band in seinem Todesjahr als letzter erschienen ist) bestimmten, die sein junger Kritiker Wilhelm Ahlwardt 1859 als einen „Schandpfahl“ auf ewige Zeiten gebrandmarkt und der in Deutschland wirkende türkische Orientalist Fuat Sezgin zu Ende des 20. Jahrhunderts als „grandios“ bezeichnet hat.
Eine weitere bedeutende Leistung war die Begründung der ersten längere Zeit erscheinenden orientalistischen Zeitschrift der Welt, der Fundgruben des Orients, die er 1809 mit Hilfe des polnischen Grafen Wenzeslaus Rzewuski ins Werk setzte und unter schwierigsten Bedingungen bis 1820 fortführte. Dies lange vor dem Journal asiatique der Société asiatique in Paris und dem Journal der (Royal) Asiatic Society of Great Britain and Ireland (1823) in London, und auch nicht wie diese national konzipiert, sondern auch allen Bereichen offenstehend (mit Ausnahme der Theologie im engeren Sinne und der Politik). Die älteren Journale der Asiatic Society of Bengal, gegründet 1784 in Kalkutta, deren erster Band der Asiatic researches or transactions of the Society instituted in Bengal, for inquiring into the history and antiquities, the arts, sciences, and literature, of Asia 1788 erschien, waren ihm 1809 wohl noch nicht vertraut bzw. konnten auch für Europa nicht zentral als Diskussionsorgan in Erscheinung treten.
Hammer hat zwischen 1809 und 1815 die Fundgruben des Orients mit sechs Bänden fast alleine organisiert, redigiert und herausgegeben. Darüber hinaus hat er den Wiener Jahrbüchern der Literatur den Orient betreffende Literaturanzeigen und -besprechungen im Ausmaß von 7200 Druckseiten veröffentlicht, die von dem regen internationalen Gedankenaustausch und insbesondere mit den britischen Orientalisten in Fort William in Kalkutta zeugen und die Julius Mohl, Präsident der Société asiatique, ob ihres Wertes separat gedruckt sehen wollte und die partiell auch in britische Organe übernommen worden sind. Hammer hat in Ansätzen auch den umgekehrten Weg zu beschreiten gesucht, indem er die „Selbstbetrachtungen“ des Mark Aurel aus dem Griechischen in das Persische übersetzt hat – gleichsam als Gegengabe für das aus dem Orient Empfangene.
Hammer korrespondierte mit Gelehrten wie Champollion, du Ponceau, Grotefend, Silvestre de Sacy, Horace Hayman Wilson sowie Claudius James Rich, dem Residenten der East India Company in Bagdad, der Hammer mit den asiatischen Gesellschaften am indischen Subkontinent (Bombay, Kalkutta und Madras) in Kontakt brachte, deren Mitglied er – wie später auch der Royal Asiatic Society of Great Britain and Ireland – wurde; durch sie erlangte er Literatur aus diesem Raum, auch veröffentlichte er eine interessante Quelle zur arabischen Seefahrt im Indischen Ozean.
Über 8000 Briefe, über 5000 davon fanden sich in seinem Nachlass, zeigen seine Vernetzung. Von interessanten Korrespondenzen wissen wir, dass er sie zur Förderung wissenschaftlicher Arbeit verschenkte und dass sie vermutlich verloren sind. Sein Werkverzeichnis umfasst rund 1200 Titel.
Hammer hat über viele Jahre mit Hilfe von Mittelsmännern im Orient einen sehr wertvollen Handschriftenbestand aufgebaut. 412 Handschriften wurden als Neuer Fond in die heutige Österreichischen Nationalbibliothek aufgenommen. Er unterstützte andere Orientalisten wie z. B. Bellino und Seetzen. Seine wissenschaftliche Bibliothek mit 4728 Titeln ist für die Universität Leipzig aufgekauft worden.
Große Bemühungen widmete Hammer dem Kampf gegen die Zensur. Ab 1810, intensiv ab etwa 1835, betrieb er die Gründung einer Akademie der Wissenschaften in Wien, er selbst war Mitglied zahlreicher bedeutender Akademien und einschlägiger wissenschaftlicher Vereinigungen zwischen Philadelphia und Kalkutta. In langwierigen Auseinandersetzungen kam es 1846 schließlich zur Kundmachung der Akademiegründung, 1847 zu deren Einrichtung und zu seiner Wahl zum ersten Präsidenten der Akademie. Bereits im Juni 1849 trat er auf Grund interner Zwistigkeiten, wesentlich wegen der Zensur, zurück.
Hammers Bild in der Nachwelt ist bestimmt durch die Verbitterung und Verhärtung vor allem durch das Ringen um die Akademie; und es ist verdeckt durch die diversen Anekdoten bezüglich seiner Hartnäckigkeit.
In seinen späten Jahren schrieb Hammer seine sehr ausführlichen Erinnerungen aus meinem Leben (6000 Seiten Manuskript, 2800 Seiten Typoskript, online verfügbar) und sehr stark gekürzt gedruckt wurden. Publizistisch wirkte Hammer-Purgstall auch in der Wiener Zeitung.
Hammer-Purgstall hatte „seine herrliche Bibliothek, bestehend aus seltenen Drucken und kostbaren Manuscripten, letztwillig zu Gunsten der kaiserlichen Hofbibliothek und der Bibliothek der kaiserlichen orientalischen Akademie“ vermacht.
Er starb am 23. November 1856 um 18.30 Uhr an den Folgen eines Herzleidens. Hammer-Purgstall ist auf dem Friedhof von Weidling (bei Klosterneuburg) in einem von ihm selbst geplanten und nach dem Tode seiner Frau Caroline 1844 errichteten bzw. später von ihm erneuerten Grab in türkischem Stil begraben.

### Familie
Hammer heiratete 1816 Caroline von Henikstein, die Tochter von Josef von Henikstein und Elisabeth geborene Zacher von Sonnenstein. Das Paar hatte fünf Kinder: Karl Josef Camillo (1817–1879), Isabella (1819–1872), Rosalie (1820–1824), Eveline (1824–1887), Maximilian (1825–1846).
Gräfin Jane Anne von Purgstall geborene Cranstoun, kinderlose Witwe von Wenzel Johann Gottfried Graf Purgstall (1772–1812), einem Freund Hammers, setzte Hammer als Universalerben ein unter der Bedingung der Einrichtung eines Familienfideikommiss und der Annahme des Namens Purgstall. 1835 beerbte Hammer die ausgestorbene steirische Linie der Grafen Purgstall. Vom Kaiser wurde er 1835 in den erbländischen Freiherrenstand erhoben und führte fortan den Namen Hammer-Purgstall.

## Mitgliedschaften
Joseph von Hammer-Purgstall war Mitglied der Deutschen Morgenländischen Gesellschaft.

## Schriften
- Encyklopädische Übersicht der Wissenschaften des Orients, aus sieben arabischen, persischen und türkischen Werken übersetzt. 2 Bände. Breitkopf und Härtel, Leipzig 1804. (Digitalisat Teil 1), (Teil 2)
- Die Posaune des heiligen Kriegs aus dem Munde Mohammed Sohns Abdallah des Propheten ([ams-ad-Dn] Amad Ibn-Ibrhm [an-Kas ad-Dimjt]) : Mari al-awq [Ausz., deutsch] nach d. Türk. des Abd-al-Bqi übers. von Joseph von Hammer-Purgstall. Mit Vorrede und Noten von Johannes von Müller-Gleditsch, Leipzig 1806. (Digitalisat)
- 1809–1818 Fundgruben des Orients, bearbeitet durch eine Gesellschaft von Liebhabern. 6 Bände Wien
- 1812/1813 Der Diwan von Mohammed Schemsed-din Hafis. Aus dem Persischen zum ersten Mal ganz übersetzt. 2 Teile Stuttgart 1812–1813, xlii+454 Seiten.
- Dschafer, oder der Sturz der Barmegiden: Ein historisches Trauerspiel. Doll, Wien 1813. (Digitalisat)
- 1813 Rosenöl.  Erstes Fläschchen; oder Sagen und Kunden des Morgenlandes. 2 Bände XVI, 335; XVI, 324 Seiten. Stuttgart/Tübingen: Cotta (anonym erschienen)
- 1815 Des osmanischen Reiches Staatsverfassung und Staatsverwaltung, dargestellt aus den Quellen seiner Grundgesetze. 2 Bände Wien, Gesamtumfang 1030 Seiten zuzüglich der römisch paginierten Einleitung mit 20 Druckseiten, Auflistung der Quellen
- 1818 Die Geschichte der Assassinen aus morgenländischen Quellen. Stuttgart und Tübingen
- 1818 Geschichte der schönen Redekünste Persiens mit einer Blütenlese aus 200 persischen Dichtern. Wien
- 1820 Schahnameh. In: [Wiener] Jahrbücher der Literatur. Band 9–10, 1820/1821.
- 1824 Motenebbi, der größte arabische Dichter. Zum ersten Male ganz übersetzt. Wien
- 1825 Baki’s, des größten türkischen Lyrikers Diwan. Zum ersten Male ganz verdeutscht. Wien
- 1827–1835 Geschichte des osmanischen Reiches. 10 Bände Pest (die Bände 9 und 10 enthalten die Schlussrede, außerordentlich wertvolle Übersichten, Verzeichnisse, Gesamtregister etc.; der Gesamtumfang beläuft sich auf über 7100 Seiten)
- 1834–1838 Extracts from the Moh’it, that Is the Ocean. A Turkish Work on Navigation in the Indian Seas. in: Journal of the Asiatic Society of Bengal Bd 3, Nr. 35 (1834) 545–553; Bd 5, Nr 56 (1836) 441–468; Bd 6, Nr. 70 (1837) 805–817; Bd 7, Nr. 81 (1838) 767–780
- 1834–1850 Narrative of Travels in Europe, Asia, and Africa in the Seventeenth Century. 2 Bände London 1834/50 und 1850 [Evliya Celebi]
- 1835 Über die Länderverwaltung unter dem Chalifate. Berlin (Es handelt sich um die innere Verwaltungsgeschichte auf regionaler Ebene)
- 1836–1838 Geschichte der Osmanischen Dichtkunst bis auf unsere Zeit. Mit einer Blüthenlese aus zweytausend, zweyhundert Dichtern. 4 Bände, Pest (2200 Seiten).
- 1837–1839 Gemäldesaal der Lebensbeschreibungen großer moslimischer Herrscher der ersten sieben Jahrhunderte der Hidschret. 6 Bände Leipzig und Darmstadt (= Versuch einer Staatengeschichte des vorderasiatischen Raumes)
- 1838 [Ghazali], O Kind! Die berühmte ethische Abhandlung Ghasali’s. Arabisch und deutsche als Neujahrsgeschenk. Wien
- 1840 Geschichte der Goldenen Horde in Kiptschak. Das ist: Der Mongolen in Russland. Mit neun Beylagen und einer Stammtafel, nebst Verzeichnis von vierhundert Quellen. Pest 1840, 683 Seiten, dazu noch allein 30 Seiten Quellenverzeichnis.
- 1842 Geschichte der Ilchane, das ist: der Mongolen in Persien 1200–1350: mit neun Beilagen, Textauszügen aus Wassaf und anderen Dokumenten enthaltend und 9 Stammtafeln der mongolischen Herrscher; mit Literaturnachweisen und einem ausführlichen Sach- und Namensregister. 2 Bände Darmstadt, insgesamt 1122 Seiten
- 1845 Die Gallerinn auf der Rieggersburg, historischer Roman mit Urkunden. 3 Bände Darmstadt
- 1847–1851 Khlesl's des Cardinals, Directors des geheimen Cabinetes Kaiser Mathias‘, Leben: Mit einer Sammlung von Khlesl’s Briefen, Staatsschreiben, Vorträgen, Gutachten usw., anderen Urkunden beinahe 1000, bis auf einige wenige bisher ungedruckt. 4 Bände Wien
- 1850–1856 Die Literaturgeschichte der Araber. Von ihrem Beginne bis zum Ende des zwölften Jahrhunderts der Hidschret. 6 Bände Wien
- 1851 Auszüge aus Saalebi's Buche der Stützen des sich Beziehenden und dessen worauf es sich bezieht. In: Zeitschrift der Deutschen Morgenländischen Gesellschaft, Band 5. 1851. S. 179–194 (Digitalisat).
- 1851 Auszüge aus Saalebi's Buche der Stützen des sich Beziehenden und dessen worauf es sich bezieht (Fortsetzung). In: Zeitschrift der Deutschen Morgenländischen Gesellschaft, Band 5. 1851. S. 289–307 (Digitalisat).
- 1852 Auszüge aus Saalebi's Buche der Stützen des sich Beziehenden und dessen worauf es sich bezieht (Fortsetzung). In: Zeitschrift der Deutschen Morgenländischen Gesellschaft, Band 6. 1852. S. 48–66 und 505–520 (Digitalisat).
- 1853 Auszüge aus Saalebi's Buche der Stützen des sich Beziehenden und dessen worauf es sich bezieht (Fortsetzung). In: Zeitschrift der Deutschen Morgenländischen Gesellschaft, Band 7. 1853. S. 542–557 (Digitalisat).
- 1854 Auszüge aus Saalebi's Buche der Stützen des sich Beziehenden und dessen worauf es sich bezieht (Fortsetzung). In: Zeitschrift der Deutschen Morgenländischen Gesellschaft, Band 8. 1854. S. 499–529 (Digitalisat).
- 1855 Auszüge aus Saalebi's Buche der Stützen des sich Beziehenden und dessen worauf es sich bezieht (Schluß). In: Zeitschrift der Deutschen Morgenländischen Gesellschaft, Band 9. 1855. S. 368–404 (Digitalisat).
- 1855 Das Frühlingsgedicht des persischen Dichters Mirsa habib Kaani. In: Zeitschrift der Deutschen Morgenländischen Gesellschaft, Band 9. 1855. S. 595–605 (Digitalisat).
- 1856 Geschichte der Chane der Krim unter osmanischer Herrschaft. Aus türkischen Quellen zusammengetragen mit der Zugabe eines Gasels Scharingerai’s […]. Als Anhang zur Geschichte des osmanischen Reichs, Wien (Google Books).
- 1856 Geschichte Wassaf’s (1. Band) – Forführung: Geschichte Wassaf’s. Persisch herausgegeben und deutsch übersetzt von Hammer-Purgstall. Neu herausgegeben von Sibylle Wentker nach Vorarbeiten von Klaus Wundsam, Bd 1 Wien 2010 (= Österreichische Akademie der Wissenschaften, Philosophisch-historische Klasse Sitzungsberichte 802). Band bzw. Veröffentlichungen zur Iranistik, hg von Bert G. Fragner und Velizar Sadovski, Nr 57. In der Folge sind erschienen die Bände 2 (2010), 3 (2012) und 4 (2016)
- 1867/68 Aventures dʹAntar, roman arabe […] traduction francaise dʹaprès le manuscrit complet de la Bibliothèque Impériale de Vienne par M. de Hammer. publiée par M. [Jean Joseph Francois] Poujoulat

Hammer hat sich auch eingehend mit dem Problem der Genese und der Übersetzung von Teilen von 1001 Nacht befasst, wovon er sehr früh in Ägypten wertvolle Fassungen erlangen konnte und Übersetzungen anfertigte, was auch in Veröffentlichungen mündete (Zinserling, Trebutien).

## Ehrungen, Auszeichnungen

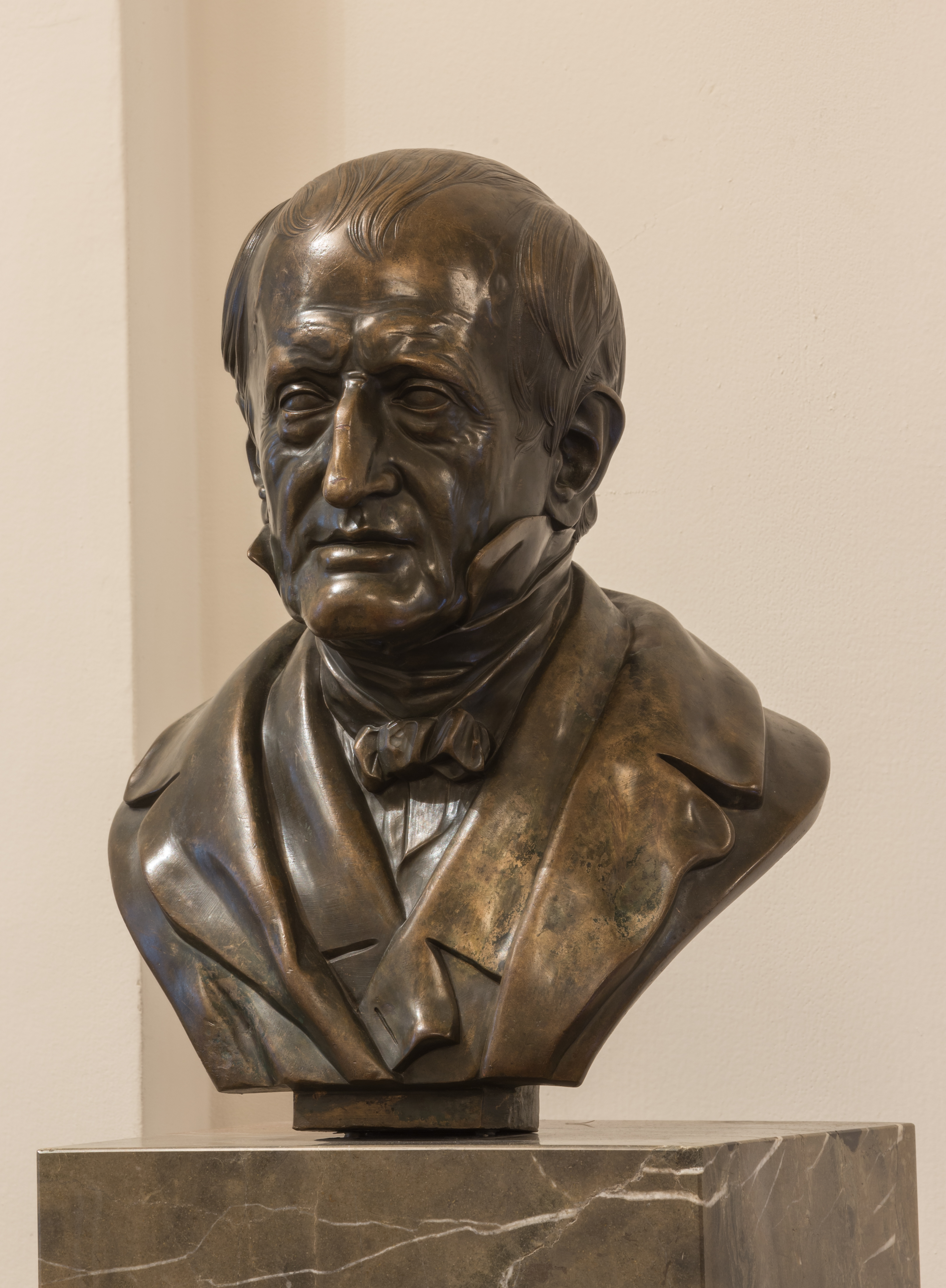
Hammer-Purgstall-Büste in der Neuen Aula (Sitz der Österreichischen Akademie der Wissenschaften)

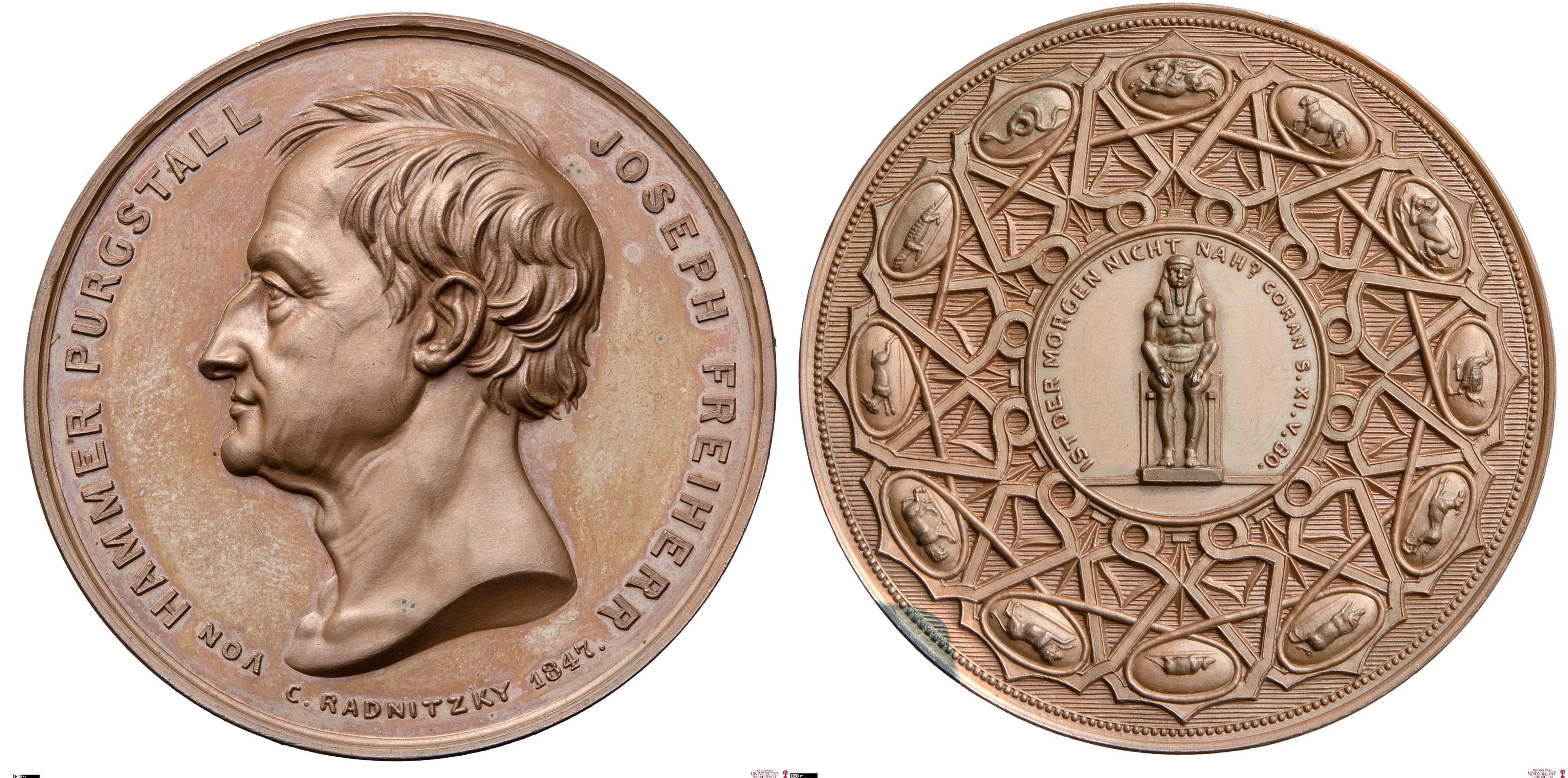
Medaille Joseph von Hammer-Purgstall 1847

- 1958 gründete A. Weikert die Hammer-Purgstall-Gesellschaft (HPG), die kulturelle Kontakte zum Vorderen Orient pflegt und in Österreich lebende Studenten aus dem islamischen Raum betreut.
- Zum 125. Todestag widmete ihm die österreichische Post eine Sondermarke.
- Das 2008 ausgetragene steirische Kulturfestival regionale08, unter dem Titel DIWAN – Grenzen und Kongruenzen, hatte Hammer-Purgstall als Hauptbezugspunkt und dessen Wirkungsort Schloss Hainfeld als zentralen Austragungsort für Veranstaltungen.
- Er wurde mit 15 Orden aus Österreich, Bayern, Dänemark, Frankreich, Hannover, Preußen, Russland, Sardinien, Schweden und dem Osmanischen Reich ausgezeichnet, u. a.:.[8]
  - 1847 wurde eine Medaille zu Ehren Hammer-Purgstalls geprägt. Ein konkreter Anlass dafür ist nicht überliefert. Gefertigt wurde sie wohl im Auftrag von Ludwig August Frankl vom österreichischen Medailleur Carl Radnitzky.[9]
  - 1850 Orden Pour le Mérite für Wissenschaften und Künste[10]
  - 1853 Bayerischer Maximiliansorden für Wissenschaft und Kunst[11]
  - 1854 Komtur des Österreichisch-kaiserlichen Leopold-Ordens[8]
- Ehrendoktor der Universitäten Graz und Prag.[8] 1809 wurde er zum korrespondierenden Mitglied der Königlich Niederländischen Akademie der Wissenschaften (KNAW) gewählt; später war er assoziiertes Mitglied.[12] 1814 wurde er als korrespondierendes Mitglied in die Königlich Preußische Akademie der Wissenschaften aufgenommen.[13] Seit 1817 war er gewähltes Mitglied der American Philosophical Society[14] und seit 1819 Ehrenmitglied (Honorary Fellow) der Royal Society of Edinburgh.[15] 1823 wurde er zum Ehrenmitglied der Russischen Akademie der Wissenschaften in Sankt Petersburg[16] und 1835 zum auswärtigen Mitglied der Académie des inscriptions et belles-lettres gewählt. Die Académie royale des Sciences, des Lettres et des Beaux-Arts de Belgique nahm ihn 1847 als assoziiertes Mitglied auf.[17]
- 1831 Ehrenlegion (Offiziersgrad)
- 1894 wurde in Wien-Leopoldstadt (2. Bezirk) die Hammer-Purgstall-Gasse nach ihm benannt.
- 1981 erschien zum 125. Todestag von Joseph Freiherr von Hammer-Purgstall eine österreichische Sonderpostmarke
- Der 1991 entdeckte Hauptgürtelasteroid (6044) Hammer-Purgstall erhielt seinen Namen.